# 블로우백 (2022년 영화)
블로우백(Blowback)은 미국에서 제작된 티보 타카스 감독의 2022년 액션, 스릴러 영화이다.

## 출연

### 주연
- 캠 지갠뎃 : 닉 역
- 랜디 커투어 : 잭 역